# 岐阜県道254号藤橋池田線
岐阜県道254号藤橋池田線（ぎふけんどう254ごう ふじはしいけだせん）とは、岐阜県揖斐郡揖斐川町と岐阜県揖斐郡池田町を結ぶ一般県道である。

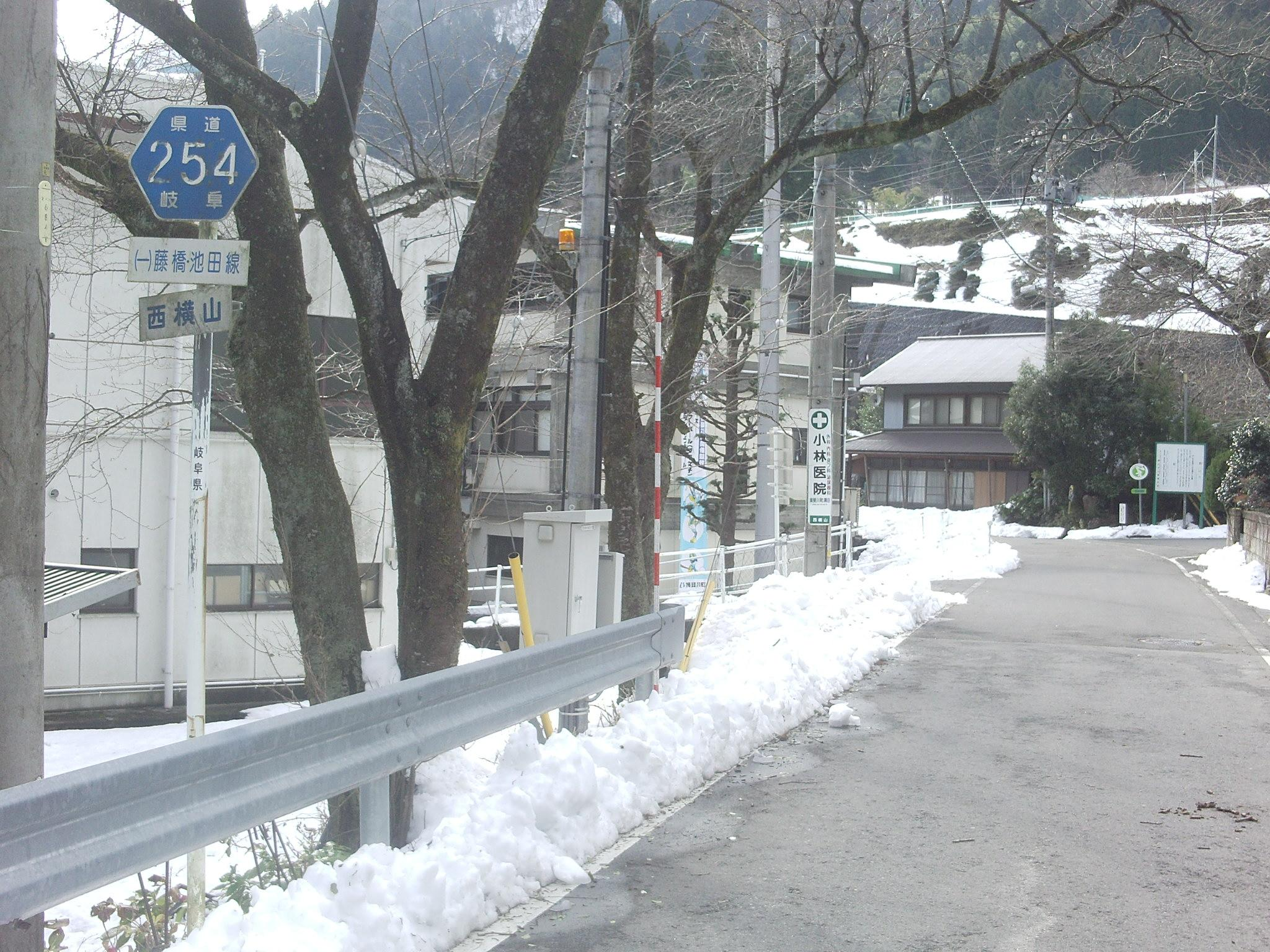
藤橋村（現･揖斐郡揖斐川町の町域）の役場付近。

## 概要
揖斐川中・上流域の右岸に沿った道路である。左岸を進む国道303号の対岸を進む。
岐阜県揖斐郡揖斐川町東横山の国道303号交点が起点。国道303号をくぐり、左折して揖斐川を渡り、右岸に出る。揖斐川町の藤橋振興事務所（旧藤橋村役場）付近を左折、揖斐川右岸を下流方向へ進む。揖斐川の蛇行によって一旦右岸に渡った国道303号に合流するが、すぐに分かれる。旧揖斐郡久瀬村に入り、しばらく進むと突き当りを右折し、トンネルを抜け、日坂川を渡ると岐阜県道40号山東本巣線にぶつかり左折、重複して進む。揖斐川町立久瀬中学校・小学校横を通る。このあたりの揖斐川は揖斐峡と呼ばれ非常に風光明媚である。三倉地区で県道40号山東本巣線と分かれ、引き続き揖斐川右岸を進む。西平ダムを過ぎ、合併前の旧揖斐川町に入る。揖斐川町上野の井ノ口橋のたもとで右折、揖斐川から離れ南下する。岐阜県道32号春日揖斐川線にぶつかり左折、一旦重複するが、すぐに右折し、粕川（揖斐川支流）を渡り、池田町に入る。小牛地区で左折し、東に向かい池田町本郷の本郷北交差点（国道417号交点）が終点。

### 路線データ
- 起点：岐阜県揖斐郡揖斐川町東横山（国道303号交点）
- 終点：岐阜県揖斐郡池田町本郷 本郷北交差点（国道417号交点）

## 重複路線
- 国道303号（揖斐川町西横山）
- 滋賀県道・岐阜県道40号山東本巣線（揖斐川町西津汲 - 揖斐川町三倉）
- 岐阜県道32号春日揖斐川線（揖斐川町黒田）
- 岐阜県道259号市場池田線（池田町小牛 - 池田町 本郷北交差点）

## 地理
概ね揖斐川沿いの県道である。途中粕川を渡る。

### 通過する自治体

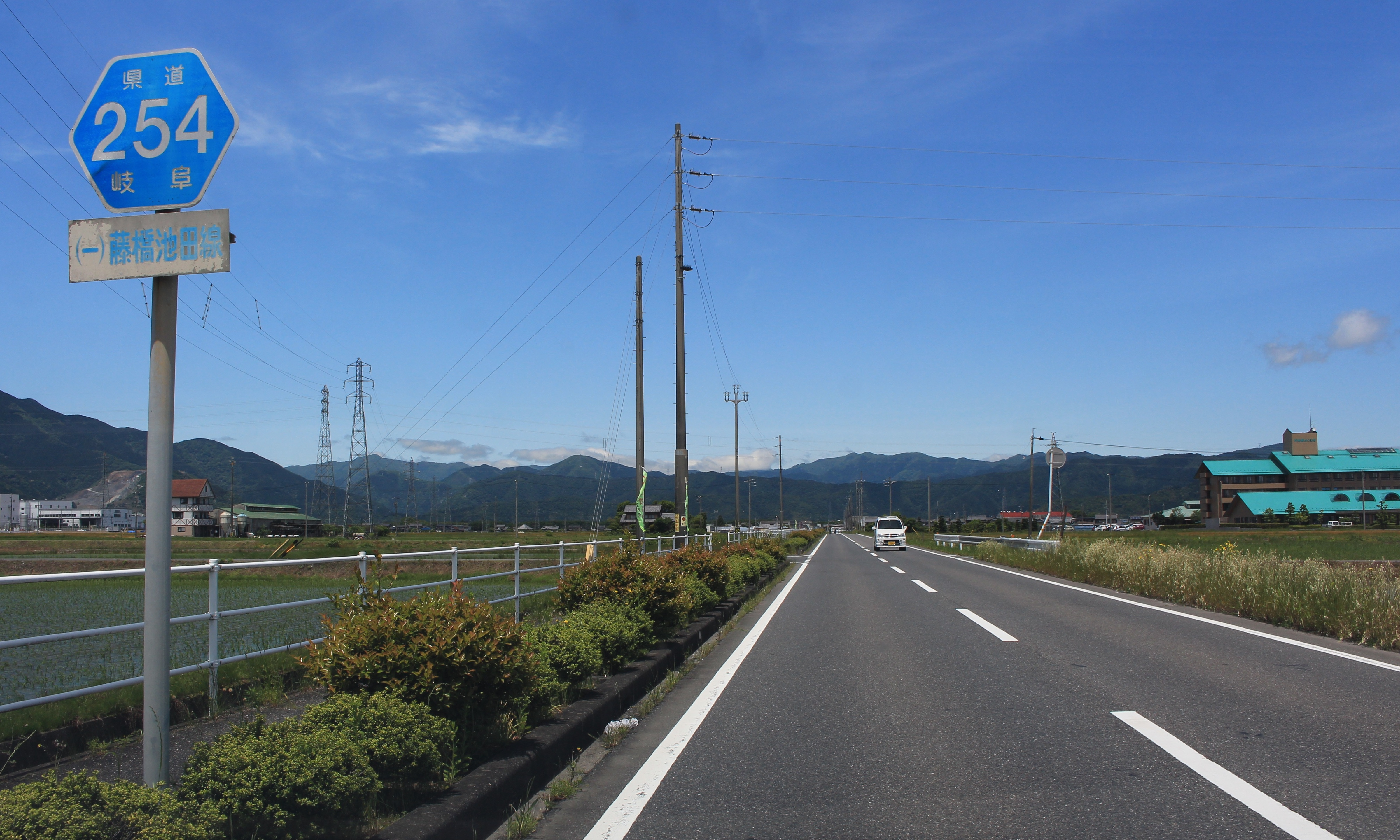
岐阜県道254号藤橋池田線、池田町にて

- 岐阜県
  - 揖斐郡
    - 揖斐川町
    - 池田町

### 主な接続道路
- 国道303号（揖斐川町東横山）
- 国道303号（揖斐川町西横山）〔2ヶ所〕
- 岐阜県道40号山東本巣線（揖斐川町西津汲）
- 岐阜県道268号神原西津汲線（揖斐川町西津汲）
- 岐阜県道40号山東本巣線（揖斐川町三倉）
- 岐阜県道32号春日揖斐川線（揖斐川町黒田）〔2ヶ所〕
- 岐阜県道273号池田揖斐川大野線（池田町沓井）
- 岐阜県道259号市場池田線（池田町小牛）
- 国道417号（池田町 本郷北交差点）

### 周辺
- 藤橋振興事務所
- 久瀬ダム
- 揖斐川町立久瀬中学校・小学校
- 揖斐峡
- 西平ダム
- 揖斐川町立小島小学校
- 美濃本郷駅（養老鉄道養老線）